# Cesta myslivců
Cesta myslivců je retenční vodní nádrž o rozloze vodní plochy 1,5 ha vybudovaná na bezejmenném přítoku potoka Biřička v Hradeckých lesích asi 600 m jihovýchodně od rybníka Biřička na katastrálním území Nový Hradec Králové. 
Nádrž byla postavena v letech 2003–2004 na pravém bezejmenném přítoku potoka Biřička.
Tato nádrž plní retenční a rekreačně-turistické funkce. Jejím účelem je zvýšení letního průtoku v potoku Biřička a zlepšení mikroklimatu oblasti. Nádrž též tvoří významné lokální biocentrum pro rozmnožování obojživelníků.
U hráze je postaven krytý altán a nalézá se zde pomník lesníka Rudolfa Hackera.

## Galerie

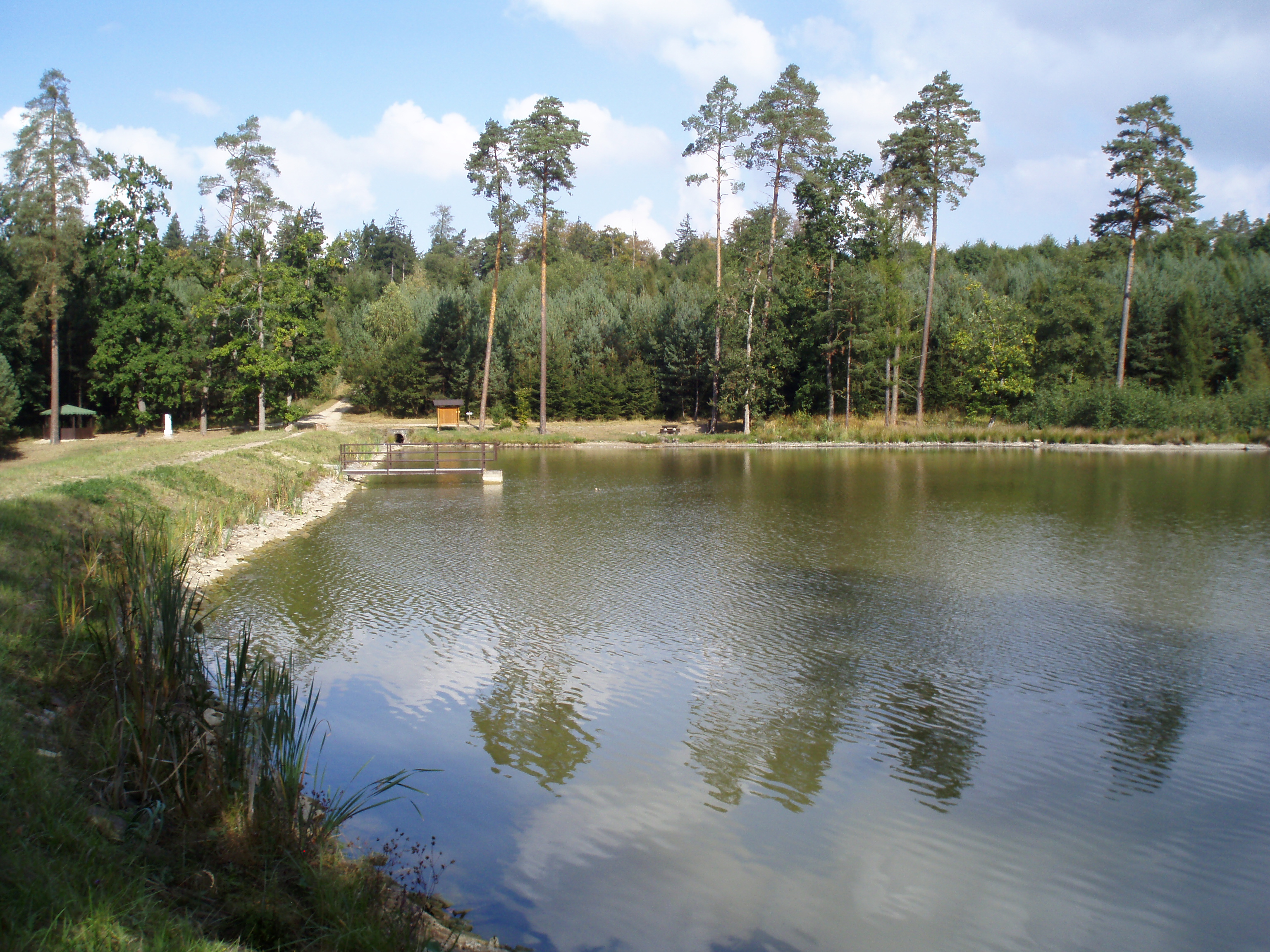
Pohled naretenční nádrž Cesta myslivců
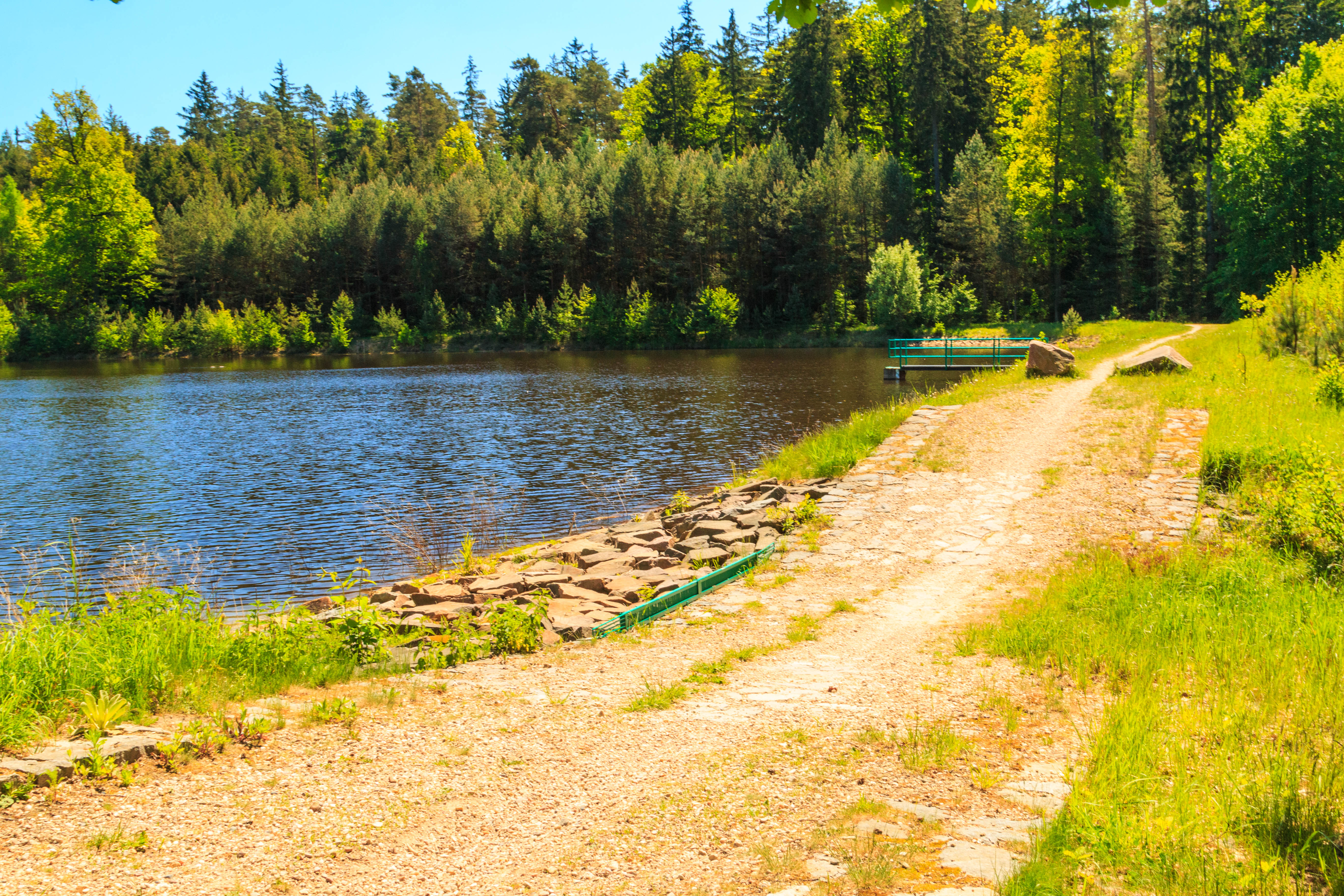
Cesta na hrázi
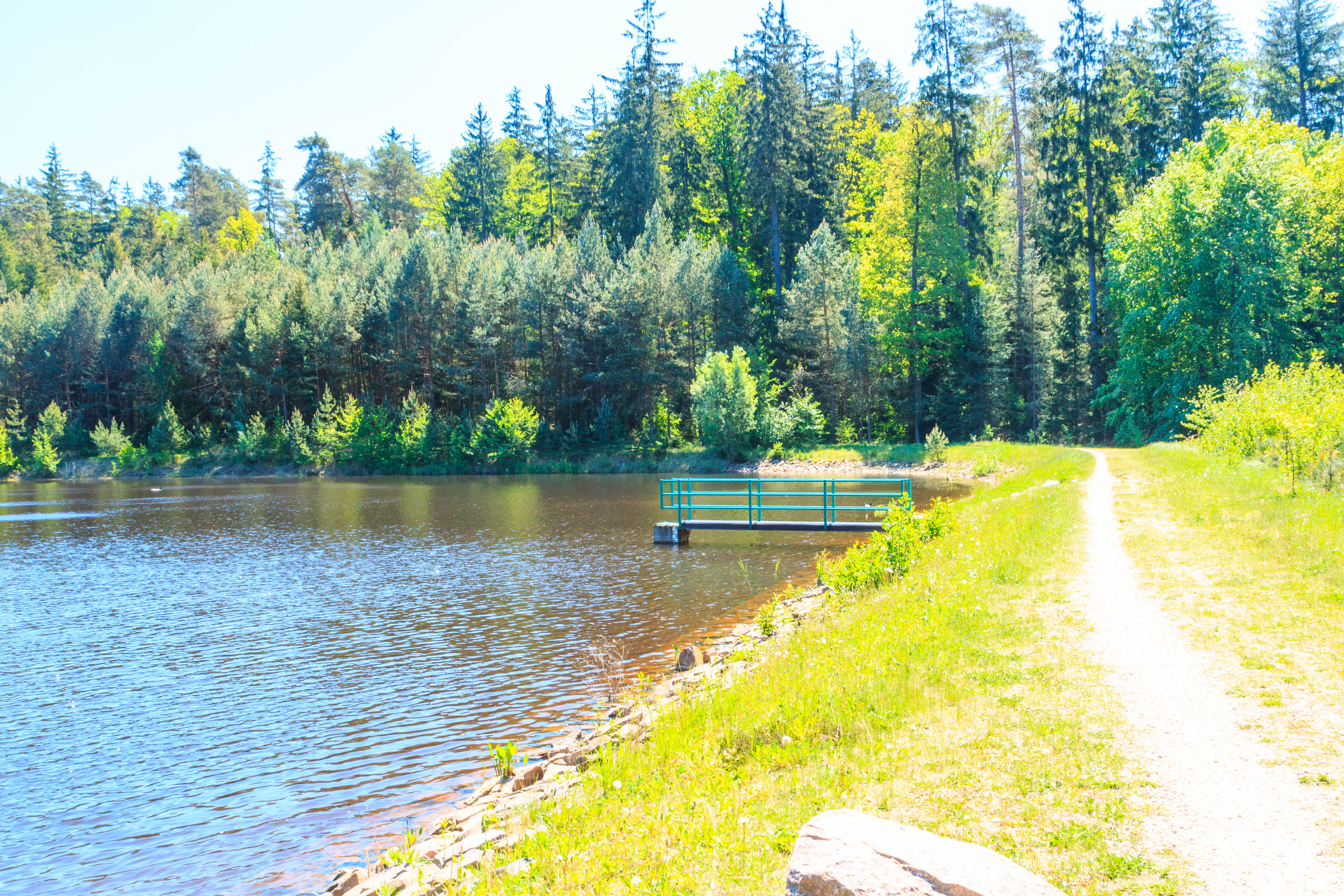
Stavidlo